# Église Notre-Dame-et-Saint-Elzéar de Montfuron
Pour les articles homonymes, voir Église Notre-Dame.
L'église Notre-Dame-et-Saint-Elzéar, placée sous le double vocable de Notre-Dame et de saint Elzéar, est une église du XIIIe siècle, de style roman, située sur la commune de Montfuron dans le département des Alpes-de-Haute-Provence en France.

## Histoire
L'église de Montfuron date du XIIIe siècle. Elle est primitivement placée sous la titulature de Notre-Dame. Le souvenir d'Elzéar de Sabran (1285-1323) est conservé à Montfuron depuis que, de passage dans la localité, il y aurait fait un miracle en guérissant un aveugle. Depuis, l'église paroissiale porte son nom, associé à celui de Notre-Dame. L'église est sous le patronage principal d'Elzéar, et la fête paroissiale est encore célébrée au XIXe siècle chaque 22 juin, jour anniversaire de cet événement.
L'église est partiellement reconstruite en 1829. Elle est consacrée le jour de la fête patronale, le 22 mai, par l'évêque de Digne, Bienvenu de Miollis.
Elle a fait l'objet d'une restauration à la fin du XXe siècle.

## Architecture
L'église est de style roman.
Les deux travées de la nef sont voûtées d’arêtes, tout comme le bas-côté unique.

## Le clocher
Le clocher-tour date du XVIIe siècle. 